# توماس ۲۵۵۵
سیارک ۲۵۵۵ (به انگلیسی: 2555 Thomas، نامگذاری:1980OC) دو هزار و پانصد و پنجاه و پنجمین سیارک کشف شده‌است که در ۱۷ ژوئیه ۱۹۸۰ کشف شد.
قدر مطلق سیارک برابر ۱۱٫۹۰ است.